# Sockenvägen

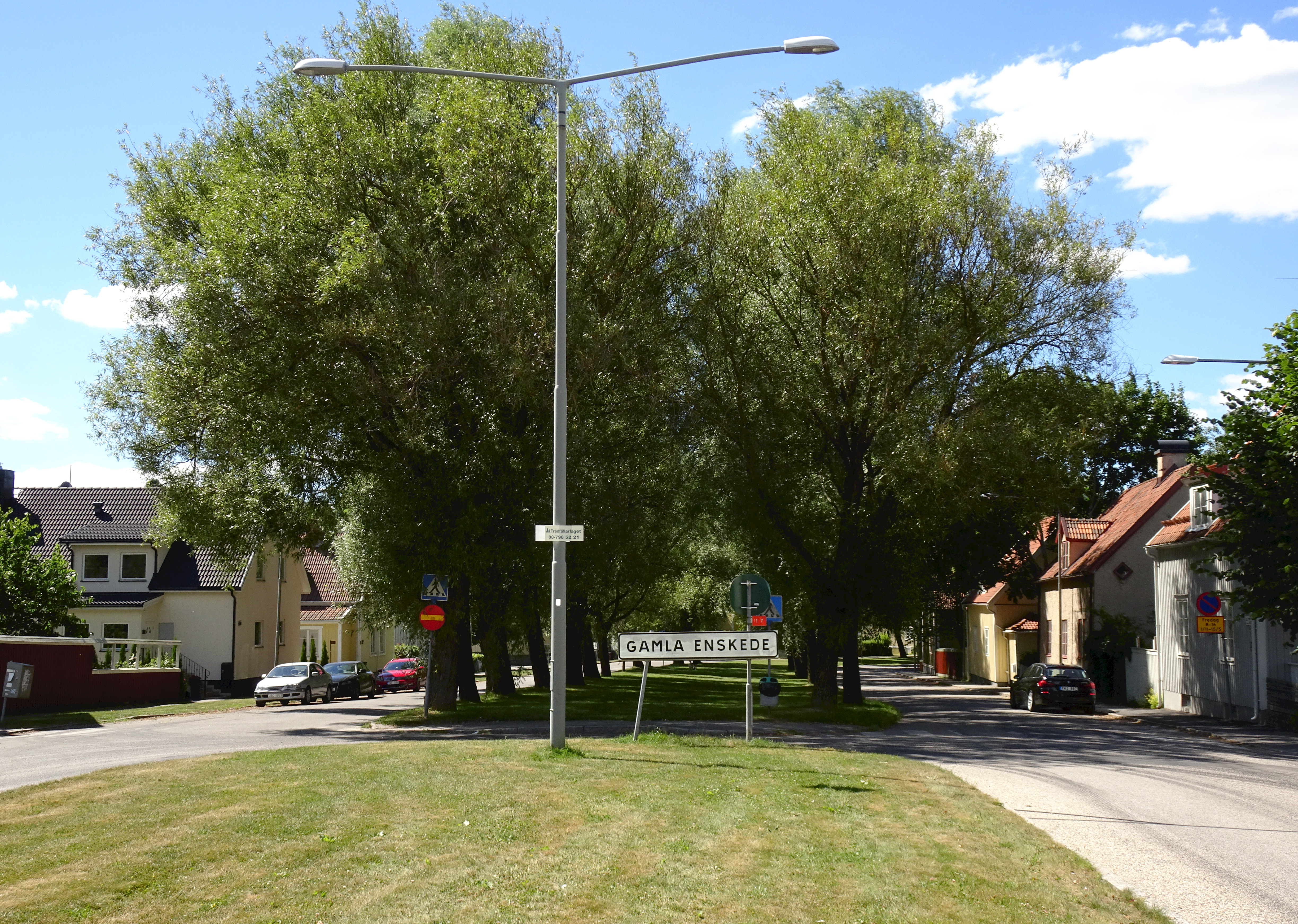
Sockenvägens sträckning genom Gamla Enskede, vy mot väst.

Sockenvägen är en större genomfartsväg i Söderort inom Stockholms kommun. Den går från Huddingevägen i Östberga till Byälvsvägen i Bagarmossen. Sträckan är 5450 meter. Namnet går tillbaka på det faktum att den binder samman den norra delen av Brännkyrka socken.

## Beskrivning

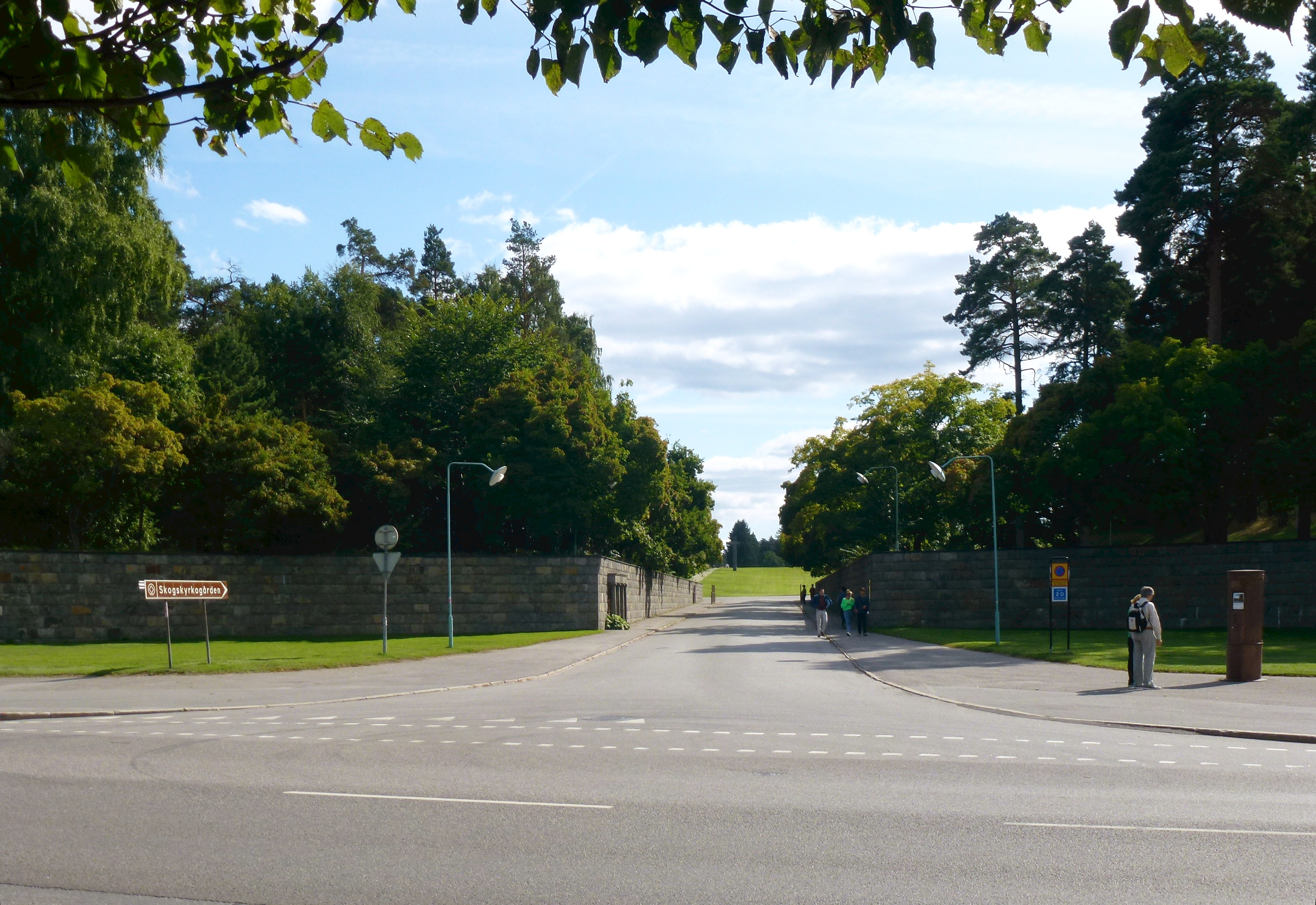
Huvudentrén till Skogskyrkogården från Sockenvägen.

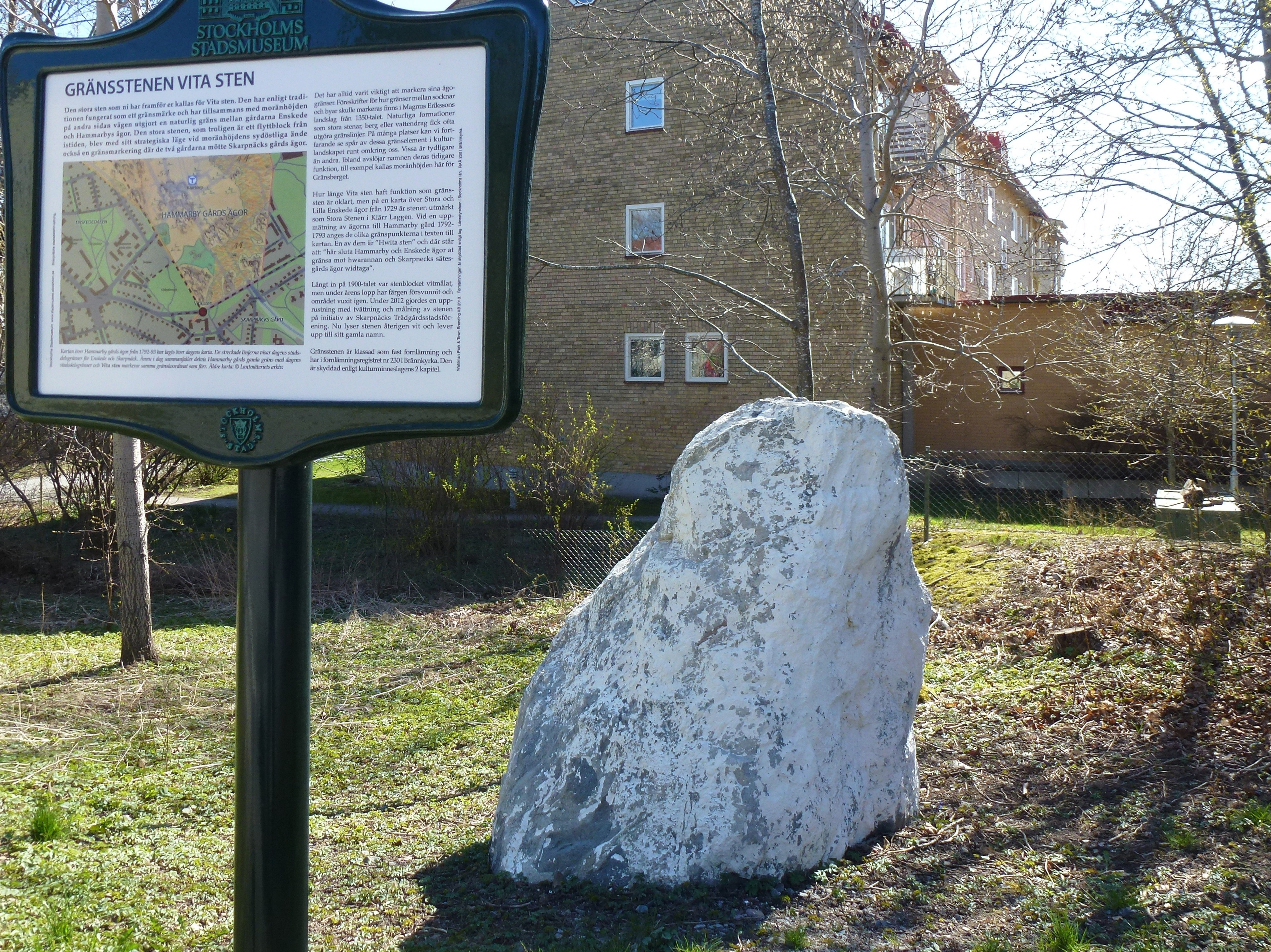
Vita gränsstenen vid Sockenvägen i Bagarmossen.

Vägen har, med olika sträckning, varit i bruk sedan 1930-talet. Den börjar vid Huddingevägen i Östberga, går i en vid båge förbi Enskedefältet och Enskede gård, går under tunnelbanan vid Sockenplan, går igenom Gamla Enskede och går sedan under Nynäsvägen. Den fortsätter förbi Skogskyrkogården och korsar Gamla Tyresövägen i Enskededalen. Därefter fortsätter den mot Bagarmossen.
För boende i Bagarmossen är Sockenvägen huvudväg för att komma till Nynäsvägen. Många boende i Enskededalen berörs av buller och vibrationer från bilarna.

## Historik
Vägen hette ursprungligen Brännkyrkavägen, men fick sitt nuvarande namn 1931 när Enskede-Årsta församling bröts ut från Brännkyrka församling. Ursprungligen utgick vägen från Södertäljevägen i Västberga och gick sedan i nuvarande Årstabergsvägen, Sandfjärdsgatan och Älvkällevägen till Enskedefältet och i stort sett i den nuvarande sträckningen. 1917 förlängdes gatan österut från Enskede genom Enskededalen där då också till 1950 Enskedebanan gick och en vagnhall låg. Hela vägen var då 6700 meter. Vägen var den viktigaste och bekvämaste förbindelsen för boende i norra Söderort som skulle ut på E4:an. I mitten av 1970-talet var det 25000 bilar per dygn som trafikerade sträckan.
Sträckan i Bagarmossen gick fram till 1955 i nuvarande Statsrådsvägen, men vägen flyttades då till ett nordligare läge. Fram till 1969 gick den i Ätravägen fram till Rusthållarvägen. Sedan 1970 gäller den nuvarande sträckningen inom Bagarmossen.
Delen mellan Åmänningevägen i Årsta och f.d. Huddingevägen vid Mejeribacken bytte 1959 namn till Sandfjärdsgatan, och Sockenvägen flyttade så att den istället gick en liten bit längre ut på Årstafältet; den delen införlivades 1974 med Årstalänken. Sträckan mellan Södertäljevägen och Åmänningevägen bytte 1974 namn till Årstabergsvägen. Sträckan mellan Mejeribacken och Bägersta Byväg döptes 1978 om till Älvkällevägen. Samma år byggde man en helt ny vägsträcka mellan Bägersta Byväg och Huddingevägen vid Östberga, den delen invigdes den 4 december 1979.
All trafik upplevdes störande av många boende i husen längs vägen. Efter protester av bland annat Enskede Byalag infördes i oktober 1979 genomfartsförbud för sträckan mellan Nynäsvägen och Sockenplan. Det hade dock bara en begränsad effekt. De många raksträckorna lockade många bilister att köra på lite extra. 
På sträckan förbi Enskedefältet minskade man vägen till halva bredden 1997. Samtidigt byggdes sträckan mellan Enskedevägen och Handelsvägen om så vägen fick en mittsträng med planterade gullregnsbuskar